# Скубі-Ду: Корпорація «Загадка»
«Скубі-Ду: Корпорація „Загадка“» (англ. Scooby-Doo! Mystery Incorporated) — популярний американський  мультсеріал про пригоди Скубі-Ду і його друзів. Випущений студією Warner Bros. на основі персонажів, створених Hanna-Barbera. У серіалі розповідається про ранні роки команди, а також переосмислюються деякі попередні сюжети.

## Сюжет

### 1-й сезон (1-26 серії)
Тепер друзі перемагають зло в Кришталевої Печері. Але у них нова і незвичайна таємниця: Дафна знаходить в печерах дивний медальйон. Виявляється, цей медальйон пов'язаний з таємничим зникненням чотирьох підлітків. У ході своїх розслідувань друзі знайомляться з якимсь містером І, який надалі дає їм різні підказки. Незабаром з'ясовується, що це медальйон однієї з учасниць першої корпорації «Загадка» Джудді Рівз. Хлопці дізнаються, що Енджел Динаміт насправді Кессіді Вільямс, друга учасниця першої корпорації «Загадка». Але перед цим вони зустрічаються з талісманом першої корпорації «Загадка» — папугою-злочинцем Професором Періклом. Потім стає відомо, що саме шукала перша корпорація «Загадка». Це Концентричний диск, за допомогою якого можна знайти дорогу до скарбів, захованих в глибинах під містом. Крім того, вся команда дізнається правду про батька Фреда — містера Джонса. Той з самого початку знав, куди зникла перша корпорація «Загадка», а також де справжні мама і тато Фреда.

### 2-й сезон (27-52 серії)
Після останніх подій з'ясовується, що справжні батьки Фреда — це учасники першої корпорації «Загадка» Бред Чайлз і Джудді Рівз. Фред був зайнятий пошуком своїх батьків, що послужило причиною розпаду другої корпорації «Загадка». Але незабаром друзі знову возз'єднуються: місце Дафни, що відмовилася від участі в команді, на час займає Марсі (на прізвисько «Смердючка»). Але незабаром Дафна повертається, і Марсі залишає команду. Під час від'їзду хлопців Велма працює на містера І. Бред і Джуді повертаються в Кришталеву Печеру і зближуються з Фредом, а Кессіді гине (однак вона могла вижити). Зрештою, хлопці знаходять три частини концентричного диска — стільки ж, скільки і перша корпорація «Загадка». Команді вдається обдурити першу корпорацію «Загадка», яка, в свій час, теж намагається викрасти три частини диска, і отримати решту частини концентричних диска. За весь час своїх розслідувань хлопцям доводиться не раз стикатися зі справжніми привидами, які постійно вимовляють «Нібіру».

## Список епізодів
| Номер | Українська назва                                  | Оригінальна назва                              | Рік виходу на екран |
| ----- | ------------------------------------------------- | ---------------------------------------------- | ------------------- |
| 1     | «Бійтеся чудовиська з підземелля»                 | «Beware the Beast from Below»                  | 2010                |
| 2     | «Жахливі чудовиська»                              | «The Creeping Creatures»                       | 2010                |
| 3     | «Секрет вантажівки-примари»                       | «The Secret of the Ghost Rig»                  | 2010                |
| 4     | «Помста людини-краба»                             | «Revenge of the Man Crab»                      | 2010                |
| 5     | «Містична мелодія»                                | «The Song of Mystery»                          | 2010                |
| 6     | «Легенда про Еліс Мей»                            | «The Legend of Alice May»                      | 2010                |
| 7     | «У страху від фантома»                            | «In Fear of the Phantom»                       | 2010                |
| 8     | «У владі гнома»                                   | «The Grasp of the Gnome»                       | 2010                |
| 9     | «Битва Человеконавтов»                            | «Battle of the Humungonauts»                   | 2010                |
| 10    | «Виття страшного пса»                             | «Howl of the Fright Hound»                     | 2010                |
| 11    | «Секретна сироватка»                              | «The Secret Serum»                             | 2010                |
| 12    | «Пронизливе божевілля»                            | «The Shrieking Madness»                        | 2010                |
| 13    | «Коли цикади звуть»                               | «When the Cicada Calls»                        | 2010                |
| 14    | «Фінал конкурсу детективів»                       | «Mystery Solvers Club State Finals»            | 2011                |
| 15    | «Дика зграя»                                      | «The Wild Brood»                               | 2011                |
| 16    | «Де гуляє Афродіта»                               | «Where Walks Aphrodite»                        | 2011                |
| 17    | «Зникнення таємничого особняка»                   | «Escape From Mystery Manor»                    | 2011                |
| 18    | «Секрет дракона»                                  | «Dragon's Secret»                              | 2011                |
| 19    | «Нічний кошмар»                                   | «Nightfright»                                  | 2011                |
| 20    | «Пісня сирени»                                    | «The Siren's Song»                             | 2011                |
| 21    | «Небезпечна Мантикора»                            | «Menace of the Manticore»                      | 2011                |
| 22    | «Напад безголового монстра»                       | «Attack of the Headless Horror»                | 2011                |
| 23    | «Полювання на привидів в Кришталевої Бухті»       | «A Haunting in Crystal Cove»                   | 2011                |
| 24    | «Суддя з того світу»                              | «Dead Justice»                                 | 2011                |
| 25    | «Заручник тіней»                                  | «Hostage Shadows»                              | 2011                |
| 26    | «Усі бояться Фріка»                               | «All Fear The Freak»                           | 2011                |
| 27    | «У ніч, коли плакав клоун»                        | «The Night The Clown Cried»                    | 2012                |
| 28    | «Будинок відьми з нічного кошмару»                | «House of The Nightmare Witch»                 | 2012                |
| 29    | «У ніч, коли плакав клоун. Часть 2 — Сльози долі» | «The Night The Clown Cried II — Tears of Doom» | 2012                |
| 30    | «Мережа Павука Мрій»                              | «Web Of The Dreamweaver»                       | 2012                |
| 31    | «Жахливий Ходаг»                                  | «The Hodag of Horror»                          | 2012                |
| 32    | «Мистецтво темряви»                               | «Art of Darkness»                              | 2012                |
| 33    | «Сборище в мороці»                                | «The Gathering Gloom»                          | 2012                |
| 34    | «Ніч на Горі примар»                              | «Night on Haunted Mountain»                    | 2012                |
| 35    | «Жорстоке покарання»                              | «Grim Judgement»                               | 2012                |
| 36    | «Нічний терор»                                    | «Night Terrors»                                | 2012                |
| 37    | «Опівнічна зона»                                  | The Midnight Zone "                            | 2012                |
| 38    | «Страшний ведмідь»                                | «Scarebear»                                    | 2012                |
| 39    | «Гнів Крампус»                                    | «Wrath of the Krampus»                         | 2012                |
| 40    | «Серце зла»                                       | «Heart of evil»                                | 2013                |
| 41    | «Театр страху»                                    | «Theater of doom»                              | 2013                |
| 42    | «Прибульці серед нас»                             | «Aliens Among Us»                              | 2013                |
| 43    | «Моторошне стадо»                                 | «The Horrible Herd»                            | 2013                |
| 44    | «Танці зомбі»                                     | «Dance Of The Undead»                          | 2013                |
| 45    | «Поглинання»                                      | «The Devouring»                                | 2013                |
| 46    | «Гаманець або життя»                              | «Stand And Deliver»                            | 2013                |
| 47    | «Людина в дзеркалі»                               | «The Man In The Mirror»                        | 2013                |
| 48    | «Кошмар в червоному»                              | «Nightmare Is Red»                             | 2013                |
| 49    | «Темна ніч для полювання»                         | «Dark Night Of Hunters»                        | 2013                |
| 50    | «Ворота в сутінок»                                | «Gates Of Gloom»                               | 2013                |
| 51    | «Крізь штори»                                     | «Through the Curtain»                          | 2013                |
| 52    | «Все перевернулося»                               | «Come Undone»                                  | 2013                |

## Персонажі
- Фред Джонс — глава другий «корпорації "Загадка"» (з 1 сезону). Наречений Дафни Блейк.
- Дафна Блейк — детектив (з 1 сезону). Наречена Фреда Джонса.
- Велма Дінкль — детектив, колишній співробітник містера І. (27-29 серії), (з 1 сезону).
- Норвілл «Шеггі» Роджерс — детектив (з 1 сезону).
- Скубі-Ду — детектив (з 1 сезону).
- Професор Перікл — талісман і геній «корпорації "Загадка" 1». Головний лиходій. Одержимий Нібіру. Він познайомився з Фрау Глюк в 1930-х і згодом вбив її (з 1 сезону). Був убитий злою істотою, яка потім перетворилася у восьміногоподобное казна-що з головою Перикла. В альтернативному світі, після смерті «зла», він добрий, і живе разом з Ріккі Оуенсом і його дружиною Кесседі Вільямс.
- Ріккі Оуенс — містер І і власник корпорації «Дестроідо». Пішак Перикла. Спочатку допомагав Периклу, але потім вирішив від нього позбавиться. У покарання, Перікл імплантував йому в спину личинку мутировавшей кобри, і, при нажимание на пульт, вона випускала отрута, викликаючи у нього страшні болі. Змушений був підкорятися. В альтернативному світі, він худий і одружений з Кесседі Вільямс. Разом вони тримають екологічно чистий завод з виробництва енергії «Створення» (колишній Дестроідо).
- Кесседі Вільямс — Енджел Динаміт, загинула (або могла вижити), рятуючи хлопців в 37 серії. В альтернативному світі одружена з Ріккі Оуенсом.
- Джудд Рівз — мама Фреда і слуга Перикла (з 31 серії). У серії «The Man in The Mirror» (в 47 розділі) 21 серія зробила пластичну операцію за наказом Перикла і стала «пристарілої» Дафной. В альтернативному світі вона і її чоловік акушери і в неї нормальне обличчя.
- Бред Чайлз — тато Фреда і слуга Перикла (з 31 серії). У серії «The Man in The Mirror» (людина в дзеркалі) зробив пластичну операцію і став Фредом. В альтернативному світі він, його дружина акушерка і у нього нормальне обличчя.
- Мер Джонс — Фрік Кришталевої Печери, прийомний батько Фреда і колишній мер Кришталевої Печери (1 сезон 39 серія). В альтернативному світі тренер школи.
- Дженет Неттелс — стала мером Кришталевої Печери, після того, як несправжнього батька Фреда заарештували (2 сезон). В альтернативному світі одружилася з Шерифом Бронсоном Стоуном, у них троє синів і дочка.
- Шериф Бронсон Стоун — шериф Кришталевої печери. В альтернативному світі він одружився з губернаторкою Дженет Неттелс.
- Марсі Фліч (Вонючка) — Мантикора, привид гори Дияволів, учасник «корпорації "Загадка" 2», колишній співробітник містера І (21, 28, 29, 30, 34, 39 серії). Убита роботом Перикла в 51 серії. В альтернативному світі вона жива і готується разом з Велма до олімпіади.
- Ед Машин — підставний глава корпорації «Дестройдо», повірений Містера І і його лакей. Вбито Періклом в кінці 1 сезону. Після смерті зла живе в кришталевій печері і працює в Мерії.

## Українське багатоголосе закадрове озвучення
Українською мовою мультсеріал озвучено студією «Так Треба Продакшн» у 2015 році. Ролі озвучували: Володимир Терещук, Роман Чупіс, Валентина Сова і Світлана Шекера.